# Geno Smith
Geno Smith (Miramar, Florida, Estados Unidos, 10 de octubre de 1990) es un jugador profesional de fútbol americano de la National Football League que juega en el equipo Las Vegas Raiders, en la posición de Quarterback.

## Carrera deportiva
Geno Smith proviene de la Universidad de Virginia Occidental y fue elegido en el Draft de la NFL de 2013, en la ronda número 2 con el puesto número 39 por el equipo New York Jets.
El 1 de abril de 2018 firmó como jugador de Los Angeles Chargers.
El 15 de mayo de 2019 firmó con los Seattle Seahawks. Renovando el 20 de mayo de 2020. En 2023 fue nuevamente renovado por 3 años más.

## Estadísticas generales
| Yardas | Touchdowns | Pases completados | Ratio |
| 265    | 2          | 27/42 (64.3%)     | 87.9  |